# Песчанокопский район
Песчаноко́пский райо́н — административно-территориальная единица (район) и муниципальное образование (муниципальный район) в составе Ростовской области Российской Федерации.
Районный центр — село Песчанокопское. Расстояние до областного центра города Ростова-на-Дону — 174 км.

## География
Песчанокопский район расположен на юге Ростовской области и имеет общие границы с Краснодарским, Ставропольским краями и Республикой Калмыкией.

## История
Образован район в 1935 году в связи с разукрупнением районов Азово-Черноморского края на основе постановления Президиума ВЦИК от 18 января 1935 года.
До июня 1924 года все теперешние села района входили в состав Медвеженского уезда Ставропольской губернии. В январе 1925 года они вошли в состав Белоглинского района Сальского округа Северо-Кавказского края. В январе 1935 года на территории современных сел теперешнего района были созданы два района: Песчанокопский и Развиленский, которые вошли в состав Азово-Черноморского края. В Песчанокопский район входили — Жуковский, Летницкий, Песчанокопский и Рассыпянский сельсоветы. В Развиленский район — Богородицкий, Краснополянский, Николаевский, Поливянский, Развиленский сельсоветы и «околоток» Роте-Фане.
В сентябре 1937 года оба района вошли в состав новообразованной Ростовской области. 13 июня 1959 года Песчанокопский район был присоединён к Развиленскому району, который в марте 1960 года был переименован в Песчанокопский район, а в декабре 1961 года ряд населённых пунктов Песчанокопского района были переданы в состав Сальского района Ростовской области. В феврале 1963 года Песчанокопский район был упразднен. В ноябре 1965 года — район вновь восстановлен.

### События XX века
9—24 декабря 1905 года вместе со всеми железнодорожниками линии «Тихорецкая—Царицын» бастуют рабочие станции Песчанокопская. Они поддержали созданный в Тихорецкой Совет рабочих депутатов. В 1906 году крестьяне села Жуковское самостоятельно собрались на сход и, наряду с требованиями передела земли, объявили бойкот местной власти, потребовали амнистии политзаключённым, уравнения всех в правах. Подобные волнения были и в других селах района.
Жители Песчанокопского и других сел района принимали активное участие в установлении Советской власти. В начале 1917 года в селе Богородицком состоялся митинг, на котором была принята резолюция: «Приветствовать Второй Всероссийский съезд Советов, приветствовать Совет Народных Комиссаров во главе с Лениным, поддержать власть Советов, бороться за эту власть всеми силами». Организаторами первого Совета здесь были тов. Квожа, Морква, Григоренко.
В составе Песчанокопского волостного Совета было 30 человек — местные крестьяне, рабочие железнодорожной станции Песчанокопской, солдаты 154-го Дербентского пехотного полка. Первым председателем был избран революционный матрос М. М. Чунихин. В январе 1918 года создается уездный Совет крестьянских, рабочих и солдатских депутатов.
В период борьбы с контрреволюцией в начале 1918 года во всех селах стали создаваться отряды красной самообороны. Огромную работу по их созданию проводил уездный военком Ф. Ф. Лыткин, уроженец села Песчанокопского. Первые бои с корниловцами и деникинцами проходили в период февраля-июня 1918 года.
После изгнания белых в уезде и во всех селах создаются ревкомы. Одновременно избираются волостные Советы. Ревкомы и Советы стремились, чтобы в их составе было больше бедноты и большевиков. Они решали важные задачи по восстановлению народного хозяйства, увеличению посевных площадей, снабжению Красной Армии продовольствием и фуражом, по оказанию помощи бедноте, семьям красноармейцев. Ревкомы и Советы активно занимались продразверсткой. К примеру, только за период с 10 по 20 октября 1920 года жители села Развильного сдали государству 1371 пудов пшеницы, 1090 пудов ячменя, 532 пуда подсолнечника.
Огромная работа была проделана Советами по созданию коллективов по общественной обработке земли, борьбе с голодом в 1921—1922 годах, проведению в жизнь новой экономической политики. Но решать эти задачи мешали враги: в деревне шла острая классовая борьба. Так, 10 марта 1924 года был убит в своей хатёнке крестьянин-бедняк села Песчанокопского И. А. Давыдов. В 1917 году он был депутатом волостного и уездного Советов, а в 1923 году — делегатом Ставропольского губернского съезда Советов. На XI Всероссийском съезде Советов (январь 1924) И. А. Давыдов избирается членом ВЦИК, а на II Всесоюзном съезде Советов — членом ЦИК. Он вел беспощадную борьбу с кулаками. В селе Песчанокопском стоит памятник И. А. Давыдову.
Успешно проходила в районе коллективизация сельского хозяйства. В 1927 году в районе имелось 19 коллективных хозяйств разного типа. Жители сел поддержали решения XV съезда ВКП(б). Сход села Николаевского, например, постановил: «Верить Советской власти, что она не подведет хлебороба, а поэтому — организовать коллективное хозяйство». Первые колхозы в селах создаются в период 1928—1929 годов. Среди них: им. Коминтерна, «Мирный труд», «Новое дело», «Маяк социализма», «12-я годовщина Октября» и другие. Они охватили в то время 80 % всех крестьянских хозяйств и владели 90 % земельных угодий, закреплённых за селами. В 1932 году создаются Песчанокопская, Жуковская, Развиленская, Краснополянская и Поливянская МТС. В 1935 году начинает свою деятельность теперешний откормсовхоз «Развиленский». В колхозах шла борьба за стопудовые урожаи, за высокопроизводительное использование техники, повышение продуктивности животноводства. Росла культура сел, зажиточнее стали жить люди.
На 1941 году трудящиеся взяли на себя повышенные социалистические обязательства. Однако осуществить их помешала война. Более 12 тысяч песчанокопцев ушли на фронт.
Жители района приняли активное участие в строительстве оборонительных рубежей вокруг города Ростова в составе 8-й сапёрной и 56-й Отдельной армий, десятки за самоотверженный труд были награждены грамотами. Планы 1941 года были выполнены. В районе зрел хороший урожай, но убрать полностью хлеб не удалось: 2 августа 1942 года немецко-фашистские войска оккупировали район. Наступили тяжелые дни неволи. Оккупанты грабили общественное добро и личное имущество граждан, арестовывали, пытали, расстреливали мирное население. На территории Песчанокопской МТС фашисты создали лагерь для советских военнопленных.
Села района были освобождены от фашистов частями конно-механизированной группы генерал-лейтенанта Н. Я. Кириченко 22—23 января 1943 года. Огромный ущерб хозяйству нанесли захватчики. В районе было разрушено 236 животноводческих ферм, не работало ни одно предприятие и МТС. Общий ущерб общественному хозяйству был нанесен в размере 88,7 млн рублей, а населению — 10,5 млн рублей.
Под руководством партийных, советских органов с первых дней после освобождения не только началось восстановление народного хозяйства, но была организована помощь фронту. Хозяйства района поставили фронту 12 тыс. т хлеба, 800 т мяса, 3 тыс. т молока, немало овощей, картофеля и другой продукции. Жители района собирали денежные средства, продукты питания, вещи в Фонд обороны страны.
В годы Великой Отечественной войны прославили себя многие песчанокопцы. 6 из них стали Героями Советского Союза, трое — полными кавалерами орденов Славы, трое — генералами, более 600 человек награждены боевыми орденами и медалями. 2410 воинов погибли в боях за Родину.
К 1953 году в районе были восстановлены все довоенные посевные площади, поголовье скота, выросли производство местной промышленности, товарооборот. В последующие годы экономика и культура района развиваются быстрыми темпами. Так, за годы десятой пятилетки промышленность района выполнила план реализации продукции на 102,6 %. Район ежегодно продавал государству 100 и более тыс. т зерна. Среднегодовая урожайность зерновых составила 24,4 ц с га, увеличилась продажа животноводческой продукции. План товарооборота вырос на 1350 тыс. рублей. За это же время было построено 166 квартир, 2 детсада на 109 мест, школа на 320 мест, 51 км дорог с твердым покрытием.
В годы одиннадцатой пятилетки, по сравнению с десятой, район увеличил продажу зерна, подсолнечника, мяса, молока, шерсти. Выполнили свои пятилетние планы промышленные предприятия района.

## Население
| 2002    | 2009    | 2010    | 2011    | 2012    | 2013    | 2014    | 2015    | 2016    |
| ------- | ------- | ------- | ------- | ------- | ------- | ------- | ------- | ------- |
| 34 171  | ↘31 286 | ↗31 619 | ↘31 491 | ↘30 853 | ↘30 264 | ↘29 485 | ↘29 103 | ↘28 652 |
| 2017    | 2018    | 2019    | 2020    | 2021    |         |         |         |         |
| ↘28 171 | ↘27 536 | ↘26 828 | ↘26 265 | ↗26 804 |         |         |         |         |

По состоянию на 01.01.2010 года на территории Песчанокопского района без учёта временно отсутствующих проживает 32246 человек, прописано 34661 человек, в том числе женщин — 19274, что составляет 55,6 %. Временно отсутствуют по различным причинам 2415 человек. Основные группы лиц временно отсутствующие на территории района: учащиеся всех учебных заведений — 980 человек и лица, выбывшие за пределы СП по другим причинам — 1141 человек.
На территории района проживают лица более 40 национальностей, основными из которых являются граждане славянских национальностей — 30702 человек (95,2 %). Наиболее многочисленные: русские — 30267 (93,6 %), украинцы — 373, армяне — 468. Остальные представляют собой численность каждая менее 1 % от общего количества населения.
По сравнению с состоянием на 1.01.2009 года общая численность населения района уменьшилась на 704 человека, в первую очередь это связано с прекращением прироста населения за счёт миграционных потоков, а также с отъездом жителей в поисках работы в другие регионы и увеличением естественной убыли между рож-даемостью и смертностью населения.
Продолжается уменьшение численности русского населения, в 2009 году оно сократилось на 728 человек. Анализ показывает, что доля русского населения в общей численности населения района уменьшается, так в 2005 году эта доля составляла 95,3% от общей численности населения, а по состоянию на 1.01.2010 уже 93,1%. Кроме лиц русской национальности произошло незначительное уменьшение украинцев, чеченцев. В течение 2009 года продолжался незначительный рост численности национальных меньшинств, так численность турок-месхетинцев увеличилась на 6 человек, езидов — на 4 человека. Численность остальных изменилась на единицы.
Национальный состав
По итогам переписи населения 2020 года проживали следующие национальности (национальности менее 0,1 % и другое см. в сноске к строке «Другие»):
| Национальность | Численность, чел. | Доля     |
| -------------- | ----------------- | -------- |
| Русские        | 24 478            | 93,15 %  |
| Армяне         | 455               | 1,73 %   |
| Цыгане         | 225               | 0,86 %   |
| Чеченцы        | 199               | 0,76 %   |
| Украинцы       | 120               | 0,46 %   |
| Езиды          | 106               | 0,40 %   |
| Турки          | 81                | 0,31 %   |
| Рутульцы       | 36                | 0,14 %   |
| Грузины        | 32                | 0,12 %   |
| Даргинцы       | 29                | 0,11 %   |
| Другие         | 516               | 1,96 %   |
| Итого          | 26 277            | 100,00 % |

## Административное деление
В состав Песчанокопского района входят 9 сельских поселений:
1. Богородицкое сельское поселение (село Богородицкое; хутор Мухин)
2. Жуковское сельское поселение (село Жуковское)
3. Зареченское сельское поселение (посёлок Дальнее Поле; посёлок Гок; посёлок Раздельный)
4. Краснополянское сельское поселение (село Красная Поляна)
5. Летницкое сельское поселение (село Летник)
6. Песчанокопское сельское поселение (село Песчанокопское; хутор Новая Палестина; хутор Сандатовский; хутор Солдатский; хутор Терновой)
7. Поливянское сельское поселение (село Поливянка; село Николаевка)
8. Развильненское сельское поселение (село Развильное; хутор Волго-Дон; хутор Двойной)
9. Рассыпненское сельское поселение (село Рассыпное)

### Упразднённые населённые пункты
- Колонист № 1 (Kolonisti, Гахаевский)

до 1917 — Ставропольская губ., Медвеженский у., Жуковская вол.; в сов. период — Ростовская обл., Песчанокопский/Белоглинский район.
Кат. село, осн. в 1912. К юго-вост. от с. Песчанокопское. Назв. по фамилии бывш. землевладельца Гахаева. Основатели из Причерноморья. Земли 1667 дес. (1915). Жит.: 284 (1916), 329 (1920), 298/298 нем. (1926).
- Колонист № 2 (Kolonistii, Анненский)

до 1917 — Ставропольская губ., Медвеженский у., Жуковская вол.; в сов. период — Ростовская обл., Песчанокопский/Белоглинский район.
Кат. село, осн. в 1912. К юго-вост. от с. Песчанокопское. Основатели из Причерноморья. Земли 1000 дес. (1915). Жит.: 142 (1916), 181 (1920), 140/140 нем. (1926).

## Экономика
Сельскохозяйственные предприятия района специализируются на выращивании зерновых, крупяных и масличных культур, производстве животноводческой продукции. На их базе развивается местная перерабатывающая промышленность, молокозаводы, мельницы, цеха по производству подсолнечного масла, колбасных изделий.

## Социальная сфера
В Песчанокопском районе функционирует 32 школы, учащиеся обучаются в одну смену. Практически все дошкольники обеспечены детсадами. Населённые пункты электрифицированы, обеспечены водопроводом, сжиженным газом, началась газификация района природным газом; все сёла соединены с районным центром дорогами с твердым покрытием. Каждое село имеет медицинское учреждение (амбулаторию или фельдшерско-акушерский пункт). В районе имеются сельские Дома культуры и клубы, централизованная библиотечная система с 15 филиалами, а общий книжный фонд превысил 250 тыс. томов.
За успехи в труде в одиннадцатой пятилетке 38 передовиков производства награждены орденами и медалями. Среди них высокого звания Героя Социалистического Труда удостоен бригадир комплексной бригады № 3 колхоза «Заветы Ильича» В. С. Погорельцев, а также комбайнёр женского уборочного звена колхоза «Путь Ленина» Н. В. Переверзева.
За послевоенные годы ряды передовых людей района пополнили 4 Героя Социалистического Труда, 9 заслуженных работников РСФСР (разных отраслей), более 800 передовиков производства, удостоенных правительственных наград. Представители района были делегатами партийных съездов.
Многие спортсмены из Песчанокопского района состоят в школах «Олимпийского резерва», занимаются в спортивных школах Ростова-на-Дону.
На территории села есть детская школа искусств. Дети района принимают участие в международных конкурсах (вокал, хореография, изо) и становятся победителями.
Много заслуженных учителей, тренеров и деятелей в Песчанокопском районе. Своими достижениями в области могут гордиться ученики ПСОШ № 1 им. Г. В. Алисова (предметные олимпиады). Некоторые ученики принимали участие и во всероссийских олимпиадах.

## Достопримечательности
В селе Песчанокопское
- 28 сентября 2007 года состоялось торжественное открытие памятника фронтовой вдове и матери солдата рядом с существующим обелиском воинам-землякам. Вместе они образуют Мемориал Славы.[26]
- Памятник пусковой установке «Катюша» (2015).
- Гранитный памятник В. И. Ленину (1985)[27].
- Памятник пионеру-герою Жоре Пономарёву. Именем героя в селе названа улица. Памятник относится к памятникам истории и культуры Песчанокопского района Ростовской области.
- Стела расстрелянным в селе военнопленным. С августа 1942 по январь 1943 года здесь было расстреляно 188 человек.
- Обелиск в память о земляках, погибших в годы Великой Отечественной войны (1967).
- Памятники красным командирам: генерал-майору Давыдову Петру Михайловичу и комиссару 1-й конной армии, политработнику времен Великой Отечественной войны Шевелеву Никифору Афанасьевичу[28].
- Историко-краеведческий музей Песчанокопского района (1984). В музее 550 музейных экспонатов размещены в 4 выставочных зала. Экспонат музея «Половецкое каменное изваяние X века» занесен во «Всемирный каталог каменных изваяний»[29].
- Памятник на могиле Давыдова И. А., члена ВЦИК, убит в 1924 году кулаками. На памятнике выполнена надпись: «Давыдов Иван Абрамович. Член ВЦИК, зверски убит в 1924 году»
- Свято-Покровский храм, воздвигнут методом народной стройки.
- Памятник-пушка («Памятник орудийному расчёту») при въезде в село.
- Покровская церковь (1854).

В селе Летник
- Памятник на братской могиле жителям сел, павшим от рук белогвардейцев (1935).

В селе Богородицкое
- Памятник на Братской могиле солдат и офицеров, погибших в августе 1942 года во время освобождения села.

В селе Рассыпное
- Памятник на Братской могиле (1958).
- Древняя стоянка позднего неолита Рассыпная VI.

В селе Развильное
- Памятник на братской могиле (1952). На памятнике сделана надпись: «Вечная слава героям, павшим в боях за Родину».

В селе Жуковское
- Храм Евангелиста Иоанна Богослова.
- Стоянка людей времен позднего неолита Жуковская 2.

В селе Красная поляна
Памятник на Братской могиле, в которой захоронено 36 человек. На памятнике сделана надпись: «Вечная слава героям, павшим в боях за Родину».
В селе Поливянка
Церковь Архангела Божьего Михаила (1854).